# مقاطعة نيوبرارا (وايومنغ)
مقاطعة نيوبرارا (بالإنجليزية: Niobrara County)‏ هي إحدى مقاطعات ولاية وايومنغ في الولايات المتحدة الأمريكية.